# Porositat
La porositat és la proporció d'espais buits en el volum total d'un material i normalment s'expressa com a percentatge, és a dir, s'obté fent el quocient entre el volum d'espais buits i el volum total de la mostra multiplicat per cent.
Els buits poden ser accessibles (o sigui, connectats a l'exterior del material) o inaccessibles. Parlem de porositat absoluta quant tenim en compte tots els buits i de porositat relativa quan només tenim en compte els accessibles. La porosimetria és la tècnica analítica utilitzada per determinar diversos aspectes quantificables de la naturalesa porosa.